# 兰迪·登顿
兰德尔·德鲁·登顿（英語：Randall Drew Denton，1949年2月18日—），美国NBA联盟前职业篮球运动员。他在1971年的NBA选秀中第4轮第10顺位被波士顿凯尔特人选中。